# Werner-Heisenberg-Gymnasium
 (mars 2016).

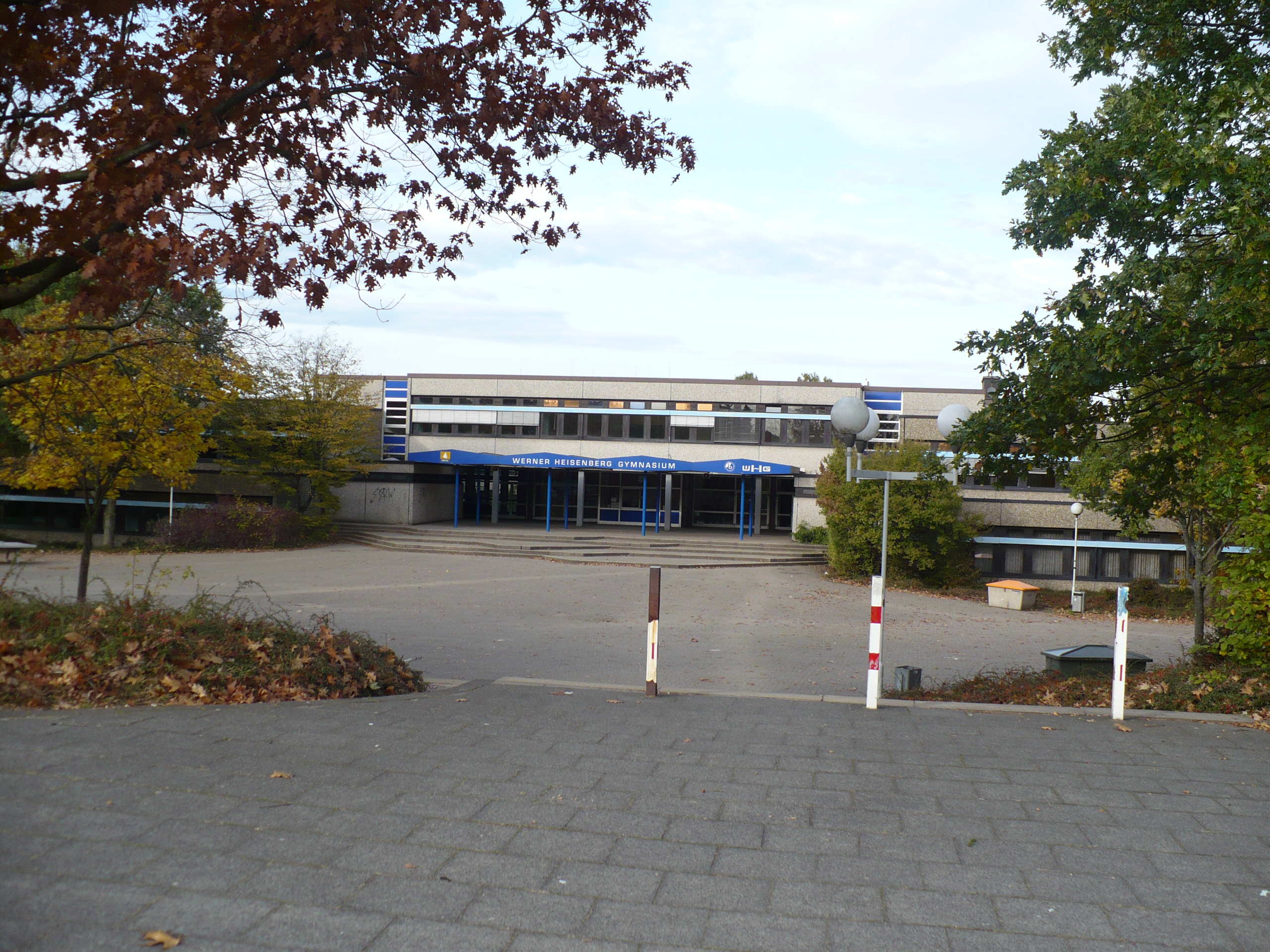
Entrée du Werner-Heisenberg-Gymnasium

Le Werner-Heisenberg-Gymnasium de Leverkusen (Rhénanie-du-Nord-Westphalie, Allemagne) est un gymnasium, l'équivalent du lycée français.
Il doit son nom au fameux physicien Werner Heisenberg et a été fondé en 1976 avec la fusion des écoles Landrat-Lucas-Schule II pour garçons et Ina-Seidel-Schule pour filles. Il entretient un partenariat avec la renommée École Saint-Érembert de Saint-Germain-en-Laye (Yvelines, Île-de-France, France) et est réputé pour son baccalauréat franco-allemand qui est reconnu par les ministères de l'éducation allemands et français ainsi que par les institutions éducatives de la plupart des pays ou provinces francophones dans le monde. De plus, l'école a également un programme mathématique-scientifique. Depuis l'année scolaire 2007/2008, l'école offre également un programme de baccalauréat international chapeauté par l’Organisation du baccalauréat international (IBO).
L'école est connue et a reçu des prix pour son implication au niveau de l'orientation en emploi de ses élèves ainsi que pour ses échanges scolaires avec des pays tels que l'Angleterre, l'Espagne et la France. À la suite des changements dans les programmes d'éducation en Rhénanie-du-Nord-Westphalie, l'école a subi plusieurs rénovations et constructions de nouveaux secteurs afin de pouvoir accueillir ses 1200 élèves pour la journée complète.